# Tamagotchi (singel)
Tamagotchi – drugi singel polskiego duetu Taconafide, czyli rapera Taco Hemingwaya i Quebonafide, promujący album zatytułowany Soma 0,5 mg. Wydawnictwo w formie digital download ukazało się 22 marca 2018 roku nakładem Taco Corp. 
Utwór trafił na listę najczęściej granych piosenek przez stacje radiowe w Polsce – AirPlay Top oraz zdobył pierwsze miejsce w większości radiowych list przebojów w Polsce. Utwór zajął 10. miejsce na liście 50 najważniejszych numerów w historii polskiego rapu, obok takich utworów jak „Jestem Bogiem” Paktofoniki czy „Wiedziałem, że tak będzie” Molesty. Piosenka również zajęła 4. miejsce na liście 30 najlepszych klipów w historii polskiego rapu. Nominowany do nagród Popkillery 2020, w kategorii Singel dekady.

## Nagrywanie
Utwór, napisany przez Filipa Szcześniaka oraz Kubę Grabowskiego, a wyprodukowany przez Forxsta zostało zarejestrowane w Nobocoto Studio. Gatunek utworu to trap pomieszany z popem. W książeczce dołączonej do płyty autorzy napisali, że utwór został nagrany, gdy raperzy byli pod wpływem marihuany. Wtedy wpadł pomysł na tekst i melodie utworu oraz na to, żeby ostatnią zwrotkę rapować na zmianę, co bardzo spodobało się artystom.
Kompozycja była promowana teledyskiem, za którego reżyserię odpowiada studio Grajper. Materiał został nakręcony w zabytkowej Elektrociepłowni EC-2 w Łodzi,

## Remiksy
Na dodatkowej płycie załączonej do albumu, pojawił się remiks utworu, gdzie ostatnią zwrotkę zastąpiono zwrotką Dawida Podsiadły. Premiera cyfrowa odbyła się 30 kwietnia 2018 roku. Muzyk w wywiadzie dla ESKA.pl, powiedział, że jak tylko został zaproszony przez raperów, od razu się zgodził i wiedział, że piosenka szybko stanie się hitem. Słowa na zwrotkę muzyka napisał Taco Hemingway.

## Przyjęcie

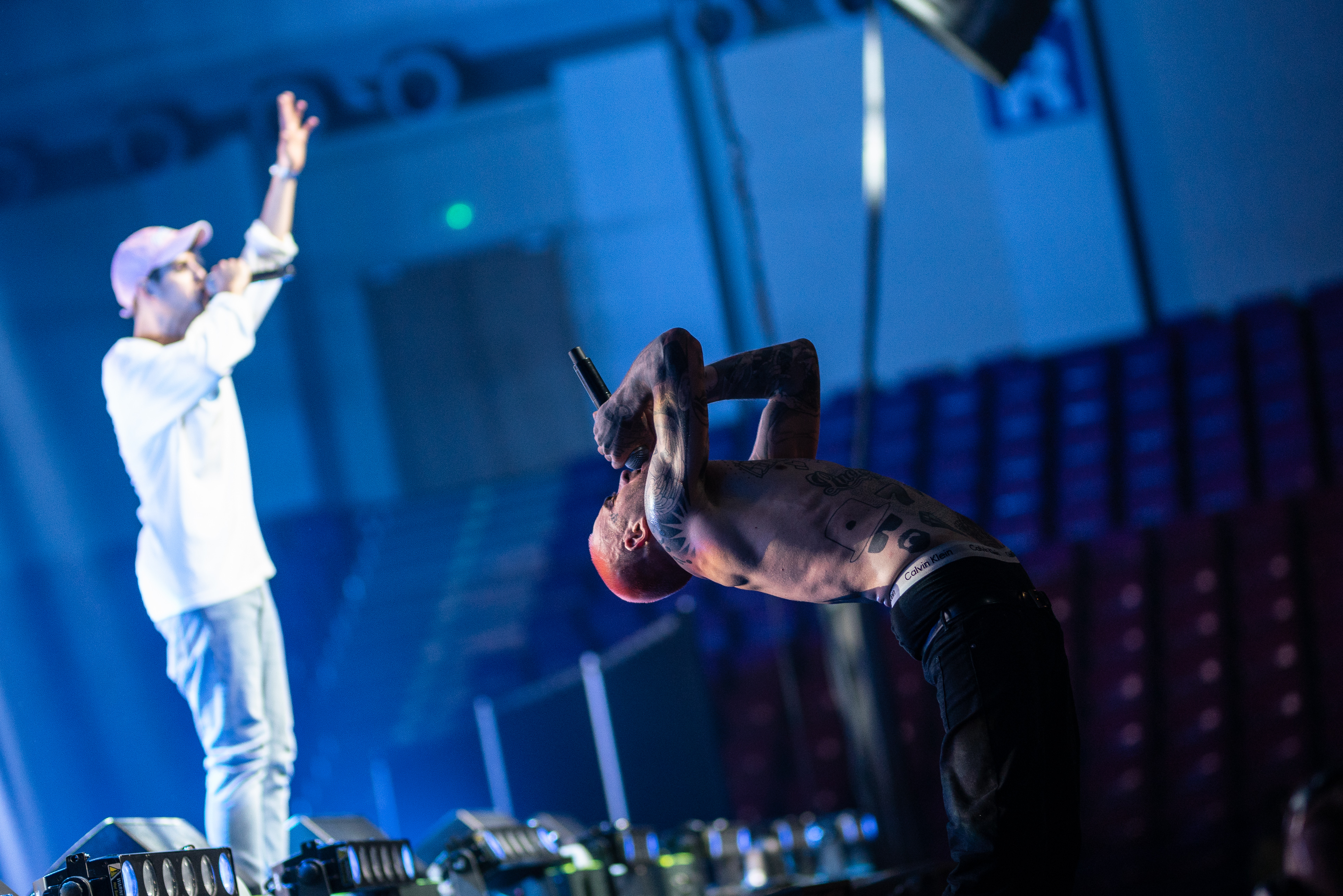
Muzycy podczas wykonywania utworu, 2018

### Krytyczny
Krytyk Rafał Samborski z portalu Interia.pl, przychylnie wypowiedział się co do utworu. Zwrócił uwagę na przyjemny, przestrzenny podkład muzyczny oraz energicznie zwrotki raperów, zwłaszcza ostatnia. Adrian Jaszkowski z portalu Rapgra.eu stwierdził, że jest to zdecydowanie najlepszy utwór na płycie. W swojej recenzji napisał on, że singiel jest dobry tekstowo oraz raperzy świetnie odnajdują się na podkładzie muzycznym, przeplatając nawzajem wersy. Alicja Surmiak z Allaboutmusic.pl bardzo zachwalała utwór, wskazując na przyjemną muzykę i to jak płynnie poruszają się po nim raperzy. Andrzej Wernio z magazynu Noizz, pochwalił Forxst i napisał, że to jeden z najlepszy bitów na płycie.

### Komercyjny
Piosenka okazała się wielkim sukcesem komercyjnym, docierając do 22. miejsca listy najlepiej sprzedających się singli w Polsce – AirPlay. Singiel pobił rekord poprzedniego utworu pt. „Art-B” w kategorii najczęściej słuchanego singla w Polsce w serwisie Spotify. Sam utwór utrzymywał się tydzień na 1. miejscu karty materiałów na czasie serwisu YouTube, osiągając ponad 10 mln wyświetleń w dziesięć dni. Singiel ustanowił również rekord na Spotify w kwestii najczęściej słuchanego utworu w przeciągu tygodnia, osiągając 1 797 617 odsłuchów (wcześniej rekord należał do Eda Sheerana z wynikiem 767 383 odtworzeń). Utwór również okazał się wielkim przebojem radiowym, trafiając na szczyty listy przebojów w wielu rozgłośniach, m.in. radiu Eska, Radiu Szczecin, Radiu Trójka czy RMF FM. Artyści jako jedni z nielicznych w historii listy przebojów SLiP (poza Adele i zespołem Hey) zadebiutowali z utworem od razu na 1. miejscu i utrzymywali się na nim przez 6 tygodni. Singiel również krótko po debiucie objął pierwsze miejsce na liście Radia Eski i utrzymywał się tam 7 tygodni. Kilka tygodni na miejscu pierwszym utrzymywał się także na listach przebojów Radia Poznań oraz Weekend FM. Utwór zajął 10. miejsce na liście 50 najważniejszych numerów w historii polskiego rapu oraz 4. miejsce na liście 30 najlepszych klipów w historii polskiego rapu. Akademia Fonograficzna nominowała utwór w kategorii przebój roku w plebiscycie publiczności, przeprowadzonym w ramach Fryderyków 2019. W 2020 roku singel została nominowana do nagród Popkillery 2020, w kategorii Singel dekady.

## Lista utworów
- Digital download

1. „Tamagotchi” – 3:23

- Remix

1. „Tamagotchi” (Dawid Podsiadło remix) – 4:32

## Nagrody i wyróżnienia
| Rok  | Kategoria                           | Nagroda                 | Rezultat  |
| ---- | ----------------------------------- | ----------------------- | --------- |
| 2018 | Najpopularniejsze utwory w Polsce   | Statystyki Spotify 2018 | Wygrana   |
| 2019 | Przebój roku (nagroda publiczności) | Fryderyki 2019          | Nominacja |
| 2019 | Singiel roku                        | Popkillery 2019         | Nominacja |
| 2019 | Teledysk roku                       | Popkillery 2019         | Nominacja |
| 2019 | Kooperacja roku                     | Popkillery 2019         | Nominacja |
| 2020 | Singel dekady                       | Popkillery 2020         | Nominacja |

## Notowania

### Lista sprzedaży
| Autor                           | Notowanie                | Najwyższa pozycja |
| ------------------------------- | ------------------------ | ----------------- |
| „Billboard”                     | Poland Songs             | 12                |
| Związek Producentów Audio-Video | OLiS – single w streamie | 12                |

### Listy airplay
| Autor                           | Notowanie         | Najwyższa pozycja |
| ------------------------------- | ----------------- | ----------------- |
| Związek Producentów Audio-Video | AirPlay – Top     | 22                |
| Związek Producentów Audio-Video | AirPlay – Nowości | 3                 |

### Listy przebojów
| Autor                     | Notowanie                          | Najwyższa pozycja |
| ------------------------- | ---------------------------------- | ----------------- |
| Polskie Radio Program III | Lista przebojów Programu Trzeciego | 3                 |
| UJOT FM                   | Lista obecności                    | 1                 |
| Radio Egida               | Lista przebojów                    | 1                 |
| Radio Eska                | Gorąca 20                          | 1                 |
| Radio Luzz FM             | Lista przebojów                    | 1                 |
| Radio PiK                 | Lista Przebojów                    | 2                 |
| Radio Poznań              | Lista przebojów                    | 1                 |
| Radio Strefa FM           | Strefa hitów                       | 1                 |
| Radio Szczecin            | Szczecińska lista przebojów        | 1                 |
| RMF FM                    | Poplista                           | 2                 |
| RMF Maxxx                 | Hop Bęc                            | 1                 |
| Spotify                   | Spotify Chart Week                 | 1                 |
| Weekend FM                | Hitport                            | 1                 |

### Listy całoroczne (2018)
| Autor                     | Notowanie                          | Najwyższa pozycja |
| ------------------------- | ---------------------------------- | ----------------- |
| Polskie Radio Program III | Lista przebojów Programu Trzeciego | 13                |
| Radio Eska                | Gorąca Setka                       | 4                 |
| Radio Poznań              | Lista przebojów                    | 2                 |
| Radio Szczecin            | Szczecińska lista przebojów        | 6                 |
| RMF Maxxx                 | Hop Bęc                            | 7                 |
| Spotify                   | Spotify Chart Year                 | 1                 |

## Personel
Opracowano na podstawie materiału źródłowego oraz książeczki dodanej do płyty.
| - Filip Szcześniak – słowa, rap, śpiew - Kuba Grabowski – słowa, rap, śpiew - Dawid Podsiadło – śpiew - Karol „Solar” Poziemski – realizacja i produkcja wokali - DJ Johny – realizacja, produkcja i miksowanie wokali - Rafał Smoleń – miksowanie, mastering |